# Marjatta Palasto
Aune Marjatta Palasto, född 12 september 1943 i Brașov, Rumänien, är en finländsk skulptör. Hon är gift med målaren Matti Kujasalo.
Palasto, som är dotter till diplomaten Soini Palasto och Taina Arhonmaa, studerade 1963–1967 vid Konstindustriella läroverket (keramiklinjen) och 1967–1868 vid École nationale supérieure des Beaux-Arts i Paris med bland andra  César Baldaccini som lärare. Hon ställde ut första gången 1970 och är känd för sina experimentella skulpturer och reliefer, både figurativa och abstrakta, i bland annat trä, tyg, papper och stål. Hon började emellertid med skulpturer, som på klassiskt vis var gjutna i brons, bland andra  porträtt av författarna Eeva Kilpi, Anu Kaipainen och Pentti Saaritsa. 
Palasto har studerat skuggornas betydelse i sina skulpturer och reliefer. Hennes monokroma reliefer ger intryck av neoplastiska, arkitektoniska visioner, som emellertid är rena kompositioner med ljus och skuggor. Humor och lekfullhet har även ingått som element i hennes arbeten. Hon har undervisat vid Konstindustriella yrkesskolan 1968–1969, konstgymnasiet i Nyslott 1970–1973, konstskolan i Lahtis 1984–1988 och Nordiska konstskolan i Karleby 1985.